# Al Malik al-Rahim
Abu Nasr Khusrau Firuz (in persiano ابونصر خسرو فیروز‎), meglio conosciuto con il suo laqab di Al-Malik al-Rahim (in arabo الملک الرحیم‎?, ossia "il re misericordioso") (... – Rey, 1058 /1059), fu l'ultimo emiro buyide dell'Iraq, rimasto al potere tra l'ottobre del 1048 e il 1055.
Figlio di Abu Kalijar, perse il comando in favore di Toghrul Beg, primo sultano dell'impero selgiuchide.